# Królowa Górna

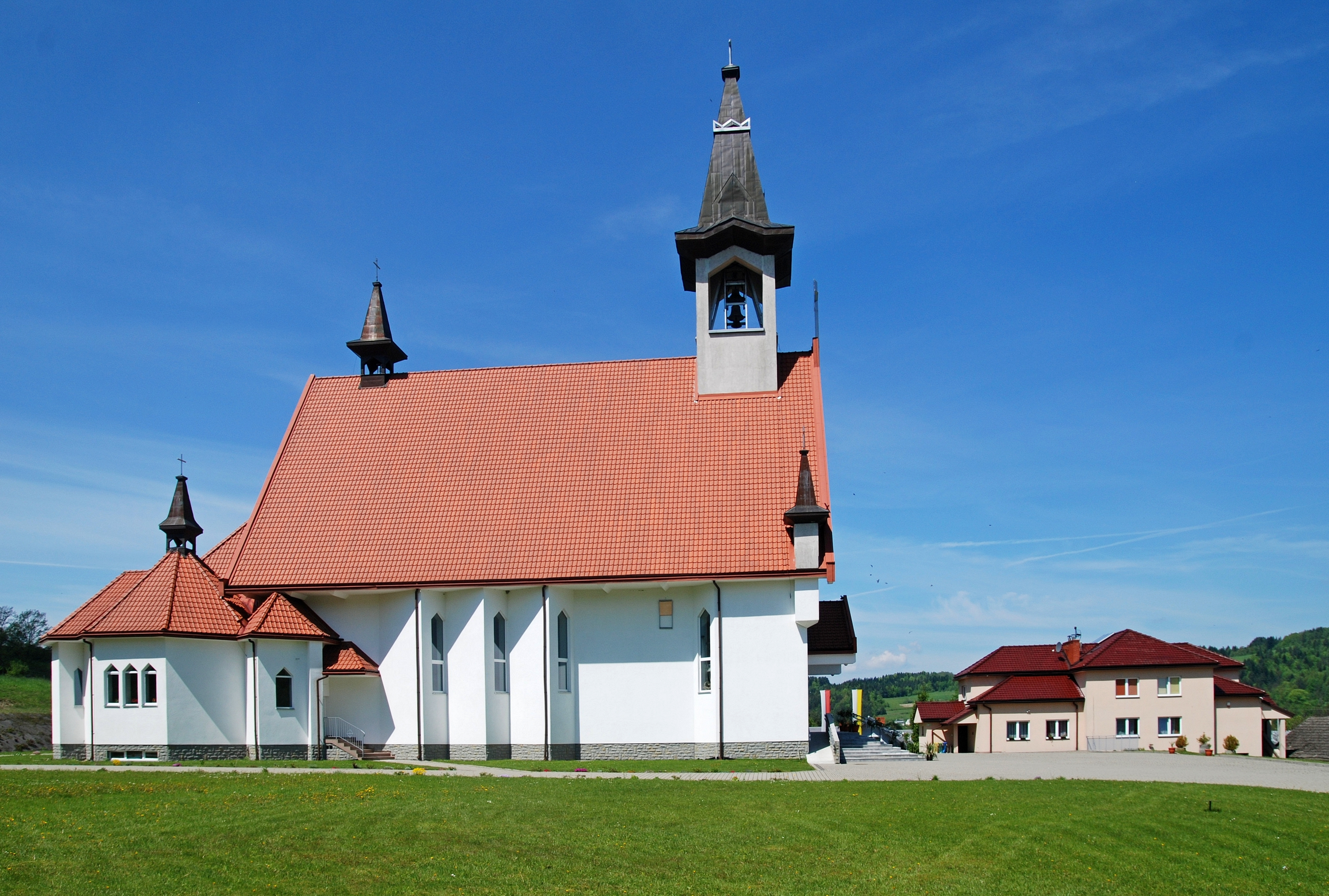
Nowy kościół

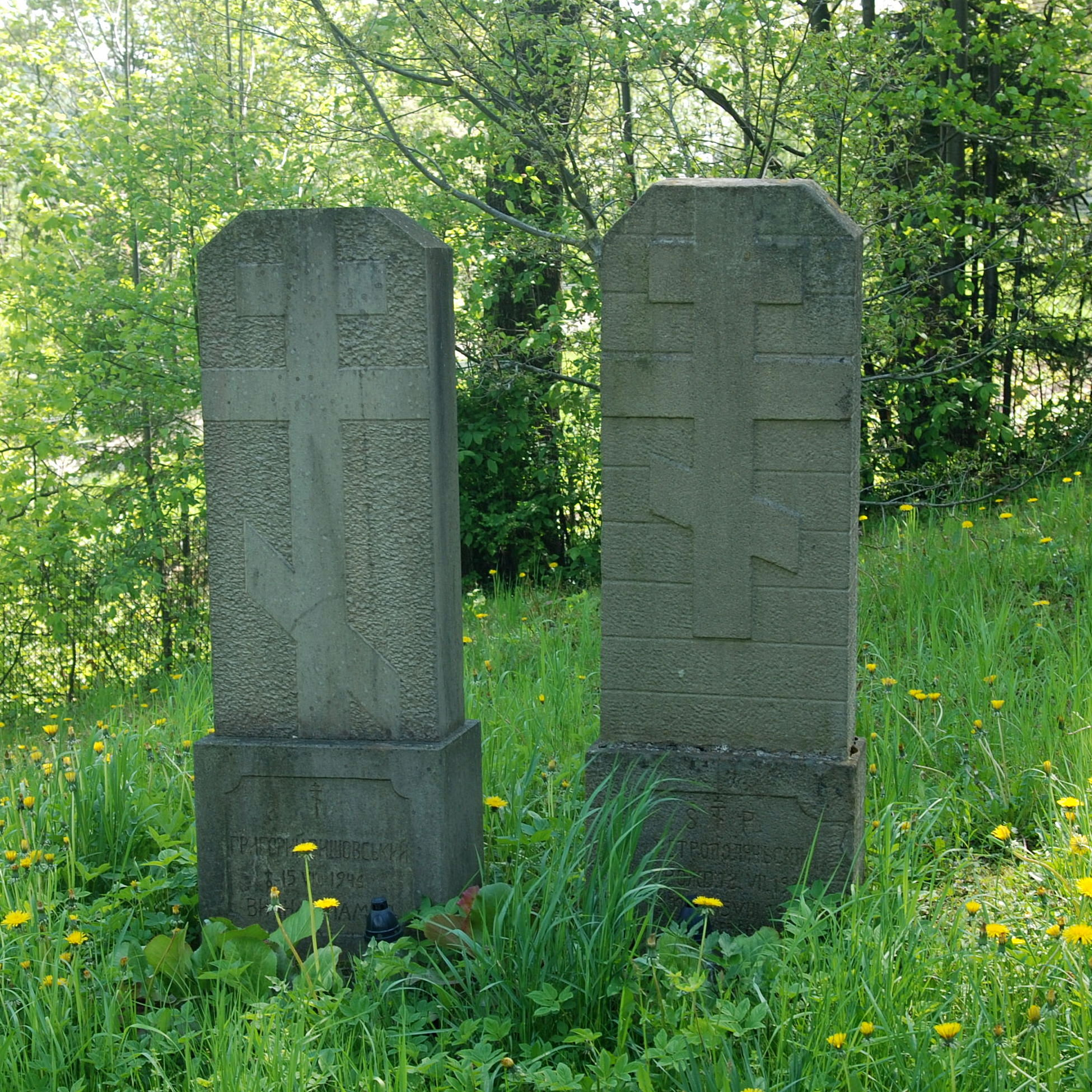
Cmentarz przycerkiewny

Królowa Górna (j. łemkowski Крільова Руска, dawniej Królowa Ruska) – wieś w Polsce położona w województwie małopolskim, w powiecie nowosądeckim, w gminie Kamionka Wielka.
| 0434951 | Bratyszowiec    | część wsi |
| 0434968 | Chebdówka       | część wsi |
| 0434974 | Czarna Kamionka | część wsi |
| 0434980 | Szewska Ulica   | część wsi |
| 0434997 | Wielkie Pole    | część wsi |
| 0435005 | Wyżny Koniec    | część wsi |

## Historia
Wieś królewska starostwa sądeckiego w powiecie sądeckim województwa krakowskiego w końcu XVI wieku.
Historia wsi zaczyna się przed XVI w. Początkowo była to miejscowość polska. W 1542 r., w okresie intensywnego osadnictwa wołosko-ruskiego, wszyscy mieszkańcy dostali nakaz odsprzedaży ziemi z zabudowaniami za 10 grzywien. Wskazuje na to zapis z lustracji królewszczyzn w roku 1581, gdzie mówi się o wołoskiej wsi Królowej, liczącej 12 półdworzyszczy wołoskich, ponadto łan sołtysi i popa. Pierwotnie tam mieszkający Polacy przenieśli się kilka kilometrów na zachód wzdłuż potoku Królówka i założyli tam wieś zwaną Królowa Polska.
W latach 1975–1998 miejscowość administracyjnie należała do województwa nowosądeckiego.

## Oświata
Na terenie wsi znajduje się szkoła podstawowa i przedszkole.

## Zabytki
Obiekt wpisany do rejestru zabytków nieruchomych województwa małopolskiego.
- Cerkiew, obecnie kościół pw. Narodzenia NMP, dzwonnica, otoczenie.

Ochotnicza straż pożarna działa w Królowej Górnej od 1985 roku i posiada samochody bojowe Steyr GBA i Mitsubishi L200 SLRr.